# 잔 크라니에츠
잔 크라니에츠(슬로베니아어: Žan Kranjec, 1992년 11월 15일~)는 슬로베니아의 알파인 스키 선수로 주 종목 회전과 대회전 종목이다. 2022년 동계 올림픽에서 대회전 부문 은메달을 획득하였다.